# Sphaerospira mattea
Sphaerospira mattea är en snäckart som först beskrevs av Tom Iredale 1933.  Sphaerospira mattea ingår i släktet Sphaerospira och familjen Camaenidae. Inga underarter finns listade i Catalogue of Life.